# 屈勒
屈勒（法語：Cuisles，法語發音：[kɥil]）是法国马恩省的一个市镇，属于兰斯区。该市镇曾于1973年并入马恩河畔沙蒂永，但后于2006年脱离马恩河畔沙蒂永而再度成为市镇。

## 地理
屈勒（49°7'50"N, 3°46'23"E）面积2.77 平方千米，位于法国大東部大區马恩省，该省份为法国东北部内陆省份，北起阿登省，西北接埃纳省，西南接塞纳-马恩省，南至奥布省，东南接上马恩省，东临默兹省。
与屈勒接壤的市镇（或旧市镇、城区）包括：容克里、昂特奈、巴略苏沙蒂永、马恩河畔沙蒂永、奥利济。

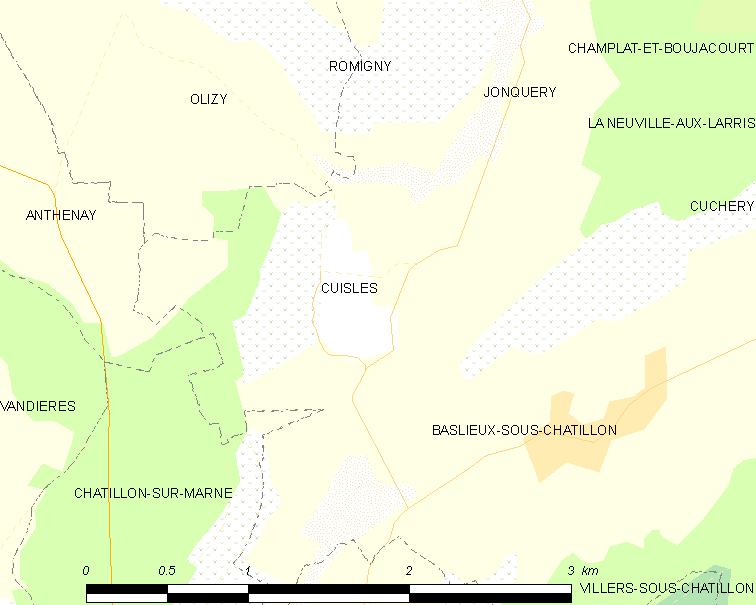
屈勒的OSM定位图

屈勒的时区为UTC+01:00、UTC+02:00（夏令时）。

## 行政
屈勒的邮政编码为51700，INSEE市镇编码为51201。

## 政治
屈勒所属的省级选区为多尔芒-香槟景县。

## 人口

1962-2008年间屈勒人口变化图示

屈勒于2022年1月1日时的人口数量为127人。